# Esma Yılmaz
Nefise Esma Yılmaz (* 2005 in Istanbul) ist eine türkische Schauspielerin.

## Leben und Karriere
Yılmaz wurde 2005 in Istanbul geboren. Von 2015 bis 2018 war sie in der Fernsehserie Kırgın Çiçekler zu sehen. Anschließend trat sie 2019 in einer Folge in Bizim Hikaye auf. Außerdem spielte sie 2021 in der Serie Evlilik Hakkında Her Şey mit. Zwischen 2023 und 2024 bekam Yılmaz eine Rolle in Kızıl Goncalar.

## Filmografie
- 2015–2018: Kırgın Çiçekler (Fernsehserie, 113 Episoden)
- 2019: Bizim Hikaye (Fernsehserie, 1 Episode)
- 2021–2022: Evlilik Hakkında Her Şey (Fernsehserie, 33 Episoden)
- 2023–2024: Kızıl Goncalar (Fernsehserie, 19 Episoden)